# Lachesana blackwalli
Lachesana blackwalli är en spindelart som först beskrevs av O. Pickard-Cambridge 1872.  Lachesana blackwalli ingår i släktet Lachesana och familjen Zodariidae. Inga underarter finns listade i Catalogue of Life.